# Pelletterie Firenze
Il C.F. Pelletterie Calcio a 5 ASD è una squadra Femminile di Calcio a 5 con sede a Scandicci e che partecipa al Campionato di Calcio a 5 Femminile di Serie B.

## Storia
Il C.F. Pelletterie Calcio a 5 A.S.D. nasce nel Luglio 2005 come società di calcio a 5 maschile. Nella stagione 2005/2006 partecipa al campionato regionale di calcio a 5 organizzato dal C.R.T. di Serie D, dove tramite i play off, viene promossa nella categoria successiva. Nelle tre stagioni successive colleziona 2006/2007, 2007/2008 e 2008/2009 colleziona rispettivamente il 9º , 5º e 2º posto nel campionato di Serie C2. Nella stagione 2009/2010 vince il campionato di Serie C2 e viene promossa in Serie C1. Nelle stagione 2010/2011, 2011/2012 e 2012/2013 collazione rispettivamente un 12º , 2º e 2º posto. Nella stagione 2012/2013 accede anche ai play off nazionali per l’accesso alla serie B.    

La stagione 2009/2010 vede anche la nascita della squadra femminile di calcio a 5 che viene iscritta ai campionati interregionali di calcio a 5 femminile organizzati dai C.R. delle varie regioni collezionando 4 Coppe Italia regionali (2009/2010, 2012/2013, 2014/2015 e 2016/2017) ed un campionato nella stagione 2014/2015. Nella stagione 2011/2012 viene promossa a pieno diritto al primo campionato Nazionale Femminile di Serie A organizzato dalla Divisione Calcio a 5 chiudendo all’ultimo posto in classifica e retrocedendo nel Campionato Regionale di serie C. L’occasione per tornare nel nazionale capita nella stagione 2016/2017 nella quale viene promossa nel Campionato Nazionale Femminile di Serie A2 in seguito alla vittoria dei play off nazionali. Nella stagione 2017/2018 chiude al 4º posto il proprio girone e partecipa ai play off per l’accesso alla Serie A che sfumano ad un passo dalla meta. Nella stagione 2018/2019 vince il Campionato Nazionale di Serie A2 e corona il sogno di tornare nella massima serie. Nella travagliata stagione 2019/2020 chiusa a fine Febbraio per la situazione sanitaria dovuta al COVID, la Divisione interrompe il campionato di Serie A, a fine Febbraio quando la squadra è in piena lotta per mantenere la categoria; la “cristallizzazione” della classifica al momento dell’interruzione del campionato sancisce una ingiusta retrocessione. Nella stagione 2020/2021 la società presenta domanda di ripescaggio nella massima serie che viene accettata dalla Divisione. Con la presenza di sole 10 squadre al via del campionato e l’emergenza sanitaria ancora in corso la squadra vede sfumare nello spareggio play out la possibilità di mantenere la massima categoria. Nella stagione 2021/2022 dopo una cavalcata che la vede in testa dalla prima giornata fino all’ultima vince il campionato di Serie A2 ed arriva ad un passo dal conquistare la Coppa Italia di Serie A2 (persa in finale a Policoro). Nella stagione 2022/2023 la squadra termina all'8º posto in classifica il Campionato di Serie A ed ottiene, per la prima volta nella sua storia, l'accesso ai Play Off Scudetto dove viene eliminata nei quarti di finale dal Pescara Femminile. 